# Self Made
Self Made (Boreg) è un film israeliano del 2013 scritto e diretto dalla regista Shira Geffen. È stato presentato in concorso alla Settimana internazionale della critica del Festival di Cannes nel 2014. Il film narra uno scambio di identità fra un'artista israeliana e un'operaia palestinese.

## Trama
Michal è un'artista israeliana di Gerusalemme. Nadine, una palestinese che lavora in una fabbrica di mobili all'interno di un campo-profughi. Una mattina, il letto di Michal si rompe, costringendola a ordinarne uno nuovo, ma quando inizia a montarlo si accorge che manca una vite. Michal telefona quindi alla fabbrica per lamentarsi dell'acquisto, causando il licenziamento di Nadine, l'operaia addetta all'imbustamento delle viti. In seguito, i destini di Michal e Nadine si incrociano a un checkpoint di frontiera: durante un ordinario controllo, un agente di polizia commette un errore e le due donne si ritrovano a vivere una la vita dell'altra. Michal viene mandata al campo profughi di Nadine e Nadine a casa di Michal a Gerusalemme. Nonostante i guai e le difficoltà, attraverso questa esperienza le due donne scoprono infine i propri desideri nascosti, impossibili da identificare nelle loro vite precedenti.

## Riconoscimenti
- 2014 – Israeli Academy Awards
  - Candidatura alla miglior fotografia
  - Candidatura alla miglior scenografia
- 2014 – Jerusalem Film Festival
  - Miglior montaggio
  - Miglior sceneggiatura
  - Candidatura al miglior film israeliano
- 2014: Festival di Cannes – Candidatura al gran premio Settimana della Critica
- 2014: American Film Institute – Premio speciale Nuovi Autori per la miglior sceneggiatura a Shira Geffen
- 2014: Festival del cinema di Zurigo – Candidatura al miglior film straniero